# Frank Kurtis
Frank Kurtis (* 25. Januar 1908; † 17. Februar 1987) war ein amerikanischer Rennwagen-Designer. Bekannt wurde er vor allem über seine 1938 gegründete Firma Kurtis Kraft, Inc., welche viele Siege bei der Indy 500 zu verzeichnen hat.

## Leben
Frank Kurtis war der Sohn eines Schmieds in Pueblo (Colorado) der, damals üblich, neben Kutschen auch Automobile reparierte. Die Familie zog später nach Los Angeles (Kalifornien), wo Frank eine Stellung bei Don Lee Cadillac erhielt, nachdem er etwas über sein Alter geschummelt hatte. Frank Kurtis begann 1930 mit dem Bau seiner ersten Automobile. Diese waren so genannte Midget-Cars. Insgesamt kreierte er über 550 solcher Fahrzeuge und 600 weitere zum Selbstbau durch den Kunden. Für den Sohn seines Arbeitgebers, Tommy Lee, baute er 1937 einen extravaganten Roadster. Seinen ersten Rennwagen für die 500 Meilen von Indianapolis baute er 1941, hinzu kommen weitere rund 120 Indy 500 Autos, wovon fünf als Gewinner hervorgingen. 1947 baute er für sich selber den Kurtis-Kraft Special mit dem er am Indy 500 von 1948 teilnahm und Neunter wurde.
Kurtis verkaufte die erste Hälfte seines Unternehmens um 1950 an Johnny Pawl, die zweite 1962 an Ralph Potter.

## Auszeichnungen
- 1994 Aufnahme in die National Sprint Car Hall of Fame
- 1999 Aufnahme in die Motorsports Hall of Fame of America
- Erster Nicht-Fahrer bei seiner Aufnahme in die National Midget Auto Racing Hall of Fame im Jahre 1986